# Clytus clavicornis
Clytus clavicornis är en skalbaggsart som beskrevs av Reiche 1860. Clytus clavicornis ingår i släktet Clytus och familjen långhorningar. IUCN kategoriserar arten globalt som sårbar. Inga underarter finns listade i Catalogue of Life.